# 나우루 요리
나우루 요리(Nauru 料理, 영어: Nauruan cuisine 나우루언 퀴진[*])는 태평양의 섬나라, 나우루의 요리이다. 나우루의 국민 음식은 오타 이카이고, 국민 음료는 아이스 커피이다.
나우루는 세계에서 비만율이 가장 높은 나라이다.

## 특징

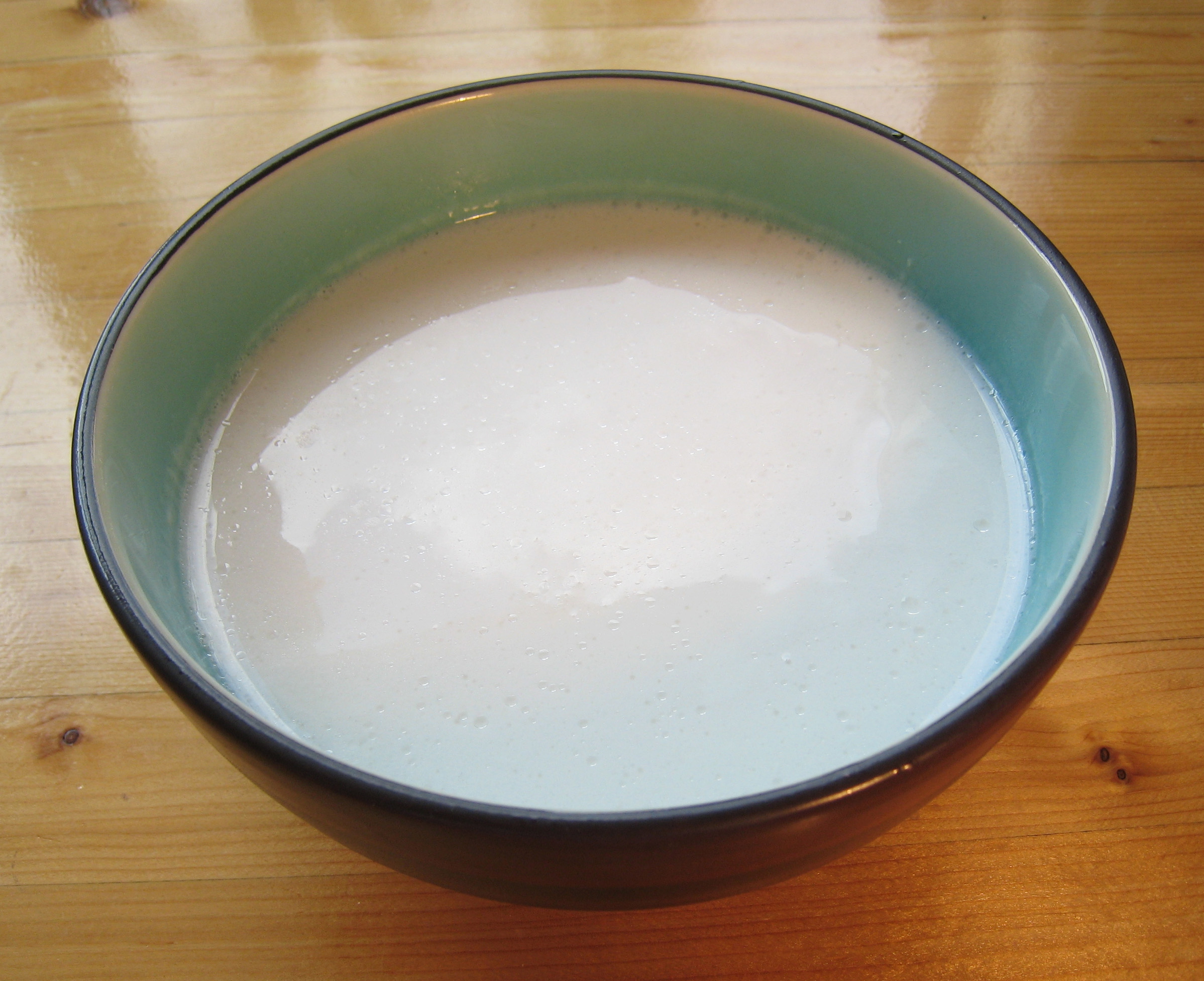
그릇에 담긴 통조림 코코넛 밀크.

다른 섬나라와 마찬가지로 나우루인은 많은 양의 해산물뿐만 아니라 코코야자와 판다누스 열매로 만든 음식을 소비한다. 코코넛 밀크는 나우루에서도 광범위하게 사용된다. 오타 이카는 나우루의 주요 전통 음식으로, 주로 다랑어로 친 회이며 코코넛 밀크에 양념하여 먹는다.
나우루인 대다수는 기독교인이다. 나우루인들은 종종 바나나와 코코넛으로 만든 크리스마스 케이크로 크리스마스를 기념한다.
무스와 같은 일부 후식은 특별한 경우에 한해 소비된다.
전통 작물의 토착 나우루어 이름은 다음과 같다.
- epo/épo: 판다누스
- ini: 코코야자

## 영향
나우루 요리는 또한 서양 요리, 특히 오스트레일리아 요리의 강한 영향을 흔히 보여준다.
나우루의 몇몇 요리는 중국 요리의 영향을 받았다. 중국인은 이 나라의 주요 외국인 공동체이며, 특히 야렌구에 여러 중국 음식점이 있다.